# كره
الكَرَاهِيَة أو الكُرْه أو البُغْض أو البَغْضَاء أو المَقْت، هي مشاعر انسحابية يصاحبها إشمئزاز شديد، نفور وعداوة أو عدم تعاطف مع شخص ما أو شيء أو حتى ظاهرة معينة، تعوز عموما إلى رغبة في تجنب، عزل، نقل أو تدمير الشيءالمكروه، يمكن للكره أن يبنى على الخوف من غرض معين أو ماضي سلبي أو شخص معين نتج عن التعامل مع ذلك الفرد أو لشخص، يمكن للناس أن يشعروا بالنزاع والمشاعر أو الأفكار المعقدة التي تستلزم الكره، ك علاقة الكره والحب.
أحيانا يستخدم لفظ «الكراهية» عرضاً للمبالغة في وصف شيء لا يطيقه الشخص أو لا يعجبه فحسب، مثل شكل معماري معين، حالة طقس محددة، وظيفة معينة. أو حتى بعض أنواع الطعام.
تستخدم لفظية «كراهية» أيضا لوصف إجحاف أو حكم مسبق، تعصب أو إدانة تجاه فئة أو طبقة أو مجموعة من الناس وأعضاء هذه الفئة/الطبقة/المجموعة المكروهة، العنصرية هي أبرز مثال على ذلك. وهذة الكراهية من الممكن أن تتسبب في تدمير كل البشر (خاصة أعضاء تلك المجموعة/الفئة/الطبقة المكروهة) إذا أستقرت في القلوب الكارهين.
وهناك أمثال وأقوال كثيرة عن الكراهية مثل «الكراهية مرض لو إستحوذ على القلب لحطمه وأذهب العقل معه» هاني حامد مدكور (خبير تنمية بشرية)

## وجهات النظر الفلسفية
الفلاسفة أظهروا تعاريف ومرادفات كثيره للكراهية. رينيه ديكارت رأى إن الكراهية هي إدراك أن هناك شيء سيئ في مجتمع مع الرغبة في الانسحاب بعيد عنه.
يرى أرسطو الكراهية على أنها الرغبة في إبادة الكائن المكروه. كما أن البعض يرى أن الحقد والكره هو حزن مع فكرة سيئة مصاحبة لسبب خارجي. أو عندما يكون هناك شيء أو شخص ما يقدم لنا الحزن سواء بإهانة أو إستفزاز..الخ.... فيظهر الحقد وتظهر الكراهية. يعتقد ديفيد هيوم أن الكراهية هو شعور غير القابل للاختزال ولا يمكن تحديدها (تحديد سبب الكراهية) على الإطلاق، وغالبا ما يؤدي إلى تدمير الكاره والمكروه معا

## وجهات نظر التحليل النفسي
في التحليل النفسي، سيغموند فرويد رأى أن الكراهية هي رغبة الشخص في تدمير مصدر تعاسة/الحزن/الكره لديه.

## مرادفات أخرى
يرى البعض ان (الكراهية أو الكره) هو شعور عميق وعاطفي، وغالبا ما يكون موجة مؤقتة ضد مجموعة معينة من الاشخاص أو فئة معينة من الكائنات (سواء إنسان أو جماد أو حيوان أو نبات الخ...)، وأحيانا مجموعات كاملة (كبيرة) من الناس (مثل قبيلة أو مدينة أو محافظة أو دولة معينة)، أو الناس بشكل عام، أو وجود، أو العالم كله - (و أحيانا لا تقتصر الكراهية على ذلك بل تتوسع بمجالات وأشياء عديدة) مع ذلك أحيانا تكون الكراهية غير مؤقتة وتستمر حتى موت الكاره أو المكروه، وكثيرا ما ترتبط الكراهية بالعديد من المشاعر مثل الغضب والعنف وشيء من الجنون والتصرف بطريقة عدائية تجاه الكائنات المكروهة، ويمكن للكراهية دفع الإنسان إلى الإجراءات المتطرفة. مثل تلك الإجراءات المتطرفة يمكن ان تؤثر سلبا أو تدمر الكائن/الكائنات المكروه/المكروهين أو على الشخص الكاره أو على الناس عامة. ومن الاجراءات المتطرفة التي يمكن ان تسببها الكراهية العنف، والقتل، والحرب.

## الكراهية والبغضاء في منظور الدين الإسلامي
الكراهية والبغض من الأخلاق الذميمة التي نهى الإسلام عنها فيما بين المؤمنين، وحذر منها.
ذكرت في القرآن في سورة البقرة وفي سورة النساء
﴿يَا أَيُّهَا الَّذِينَ آمَنُوا لَا يَحِلُّ لَكُمْ أَنْ تَرِثُوا النِّسَاءَ كَرْهًا وَلَا تَعْضُلُوهُنَّ لِتَذْهَبُوا بِبَعْضِ مَا آتَيْتُمُوهُنَّ إِلَّا أَنْ يَأْتِينَ بِفَاحِشَةٍ مُبَيِّنَةٍ وَعَاشِرُوهُنَّ بِالْمَعْرُوفِ فَإِنْ كَرِهْتُمُوهُنَّ فَعَسَى أَنْ تَكْرَهُوا شَيْئًا وَيَجْعَلَ اللَّهُ فِيهِ خَيْرًا كَثِيرًا ۝١٩﴾ [النساء:19]
﴿كُتِبَ عَلَيْكُمُ الْقِتَالُ وَهُوَ كُرْهٌ لَكُمْ وَعَسَى أَنْ تَكْرَهُوا شَيْئًا وَهُوَ خَيْرٌ لَكُمْ وَعَسَى أَنْ تُحِبُّوا شَيْئًا وَهُوَ شَرٌّ لَكُمْ وَاللَّهُ يَعْلَمُ وَأَنْتُمْ لَا تَعْلَمُونَ ۝٢١٦﴾ [البقرة:216]

### تعريف الكراهية والبغض
والكراهية خِلاف الرِّضا والمحبَّة، ويقال: بل الكُرْهُ: المشَقَّة، والكَرْهُ: أن تُكَلَّف الشَّيء فتعمله كارهًا. ويقال: مِن الكُرْه الكَرَاهِيَة والكَرَاهِيَّة وأكْرَهتُه على كذا: حملته عليه كَرْهًا.
وقال ابن عاشور: (الكُرْه: الكَرَاهِية ونفرة الطَّبع مِن الشَّيء، ومثله الكَرْه على الأصحِّ).
والبغض، بمعنى الكره، وهو ضِدُّ الحُب، من بغَض الشيء بُغضًا: مقته وكرهه، والبِغَضَة والبَغْضاء: شِدَّة البُغْض، وتَباغض القوم: أبْغَض بعضهم بعضًا. والبغض هو نفور النَّفس عن الشَّيء الذي يرغب عنه.
وقال الكفوي: (البُغْضُ: عبارةٌ عن نفرة الطَّبع عن المؤْلِم المتْعِب، فإذا قوي يُسمَّى مَقْتًا).
و(الفرق بين البُغْض والكَراهة أنَّه قد اتَّسع بالبُغْض ما لم يتَّسع بالكَراهَة، فقيل: أُبْغِض زيدًا أي: أُبْغِض إكرامه ونفعه، ولا يقال: أكرهه بهذا المعنى، كما اتَّسع بلفظ المحبَّة، فقيل: أُحِبُّ زيدًا، بمعنى: أحبُّ إكرامه ونفعه، ولا يقال: أريده، في هذا المعنى، ومع هذا فإنَّ الكَرَاهَة تُسْتَعمل فيما لا يُسْتَعمل فيه البُغْض، فيقال: أَكْرَه هذا الطَّعام. ولا يقال: أَبْغُضه، كما تقول: أُحِبُّه. والمراد أنِّي أكره أكله، كما أنَّ المراد بقولك: أريد هذا الطَّعام، أنَّك تريد أكله أو شراءه).
وفي الفرق بين الكَراهَة ونُفُور الطَّبع، قال أبو هلال العسكري: (إنَّ الكَرَاهَة ضدُّ الإرادة، ونُفُور الطَّبع ضدُّ الشَّهوة، وقد يريد الإنسان شرب الدَّواء المرِّ مع نُفُور طبعه منه، ولو كان نُفُور الطَّبع كراهةً، لَمَا اجتمع مع الإرادة، وقد تُسْتَعمل الكَراهَة في موضع نُفُور الطَّبع مجازًا، وتُسمَّى الأمراض والأسقام: مكاره؛ وذلك لكثرة ما يَكْرَه الإنسان ما يَنْفِر طبعه منه).

### في القرآن
- قال تعالى: ﴿إِنَّمَا يُرِيدُ الشَّيْطَانُ أَنْ يُوقِعَ بَيْنَكُمُ الْعَدَاوَةَ وَالْبَغْضَاءَ فِي الْخَمْرِ وَالْمَيْسِرِ وَيَصُدَّكُمْ عَنْ ذِكْرِ اللَّهِ وَعَنِ الصَّلَاةِ فَهَلْ أَنْتُمْ مُنْتَهُونَ ۝٩١﴾ [المائدة:91].
قال الطبري: (يقول تعالى ذكره: إنما يريد لكم الشيطان شرب الخمر والمياسرة بالقداح، ويحسن ذلك لكم؛ إرادة منه أن يوقع بينكم العداوة والبغضاء في شربكم الخمر ومياسرتكم بالقداح، ليعادي بعضكم بعضًا، ويبغض بعضكم إلى بعض، فيشتت أمركم بعد تأليف الله بينكم بالإيمان، وجمعه بينكم بأخوة الإسلام، ويصدكم عن ذكر الله).

### في السنَّة
1. عن الزبير بن العوام  أنَّ النَّبيَّ ﷺ قال: «دبَّ إليكم داء الأمم قبلكم: الحسد والبَغْضَاء، هي الحالقة، لا أقول تحلق الشِّعر، ولكن تحلق الدِّين، والذي نفسي بيده لا تدخلوا الجنَّة حتى تؤمنوا، ولا تؤمنوا حتى تحابُّوا، أفلا أُنبِّئكم بما يثبِّت ذلك لكم؟ أفشوا السَّلام بينكم».[10]
قال ملا علي القاري: (قال رسول الله ﷺ: دبَّ...أي: نقل وسَرَى ومَشَى بخِفْيَة. إليكم داء الأمم قبلكم؛ الحسد. أي: في الباطن. والبَغْضَاء. أي: العداوة في الظَّاهر... وسُمِّيا داءً؛ لأنَّهما داء القلب. هي. أي: البَغْضاء، وهو أقرب مبنًى ومعنًى، أو كلُّ واحدة منهما. الحالقة. أي: القاطعة للمحبَّة والألفة والصِّلة والجمعيَّة. والخصلة الأولى هي المؤدِّية إلى الثَّانية، ولذا قُدِّمت. لا أقول: تحلق الشَّعر. أي: تقطع ظاهر البدن، فإنَّه أمرٌ سهل. ولكن تحلق الدِّين. وضرره عظيم في الدُّنيا والآخرة. قال الطِّيـبيُّ: أي: البَغْضاء تُذْهِب بالدِّين كالموسى تُذْهِب بالشَّعر، وضمير المؤنَّث راجعٌ إلى البَغْضَاء).[11]
2. عن أبي هريرة ، عن النَّبي ﷺ قال: «إيَّاكم والظَّنَّ؛ فإنَّ الظَّنَّ أكذب الحديث، ولا تحسَّسوا، ولا تجسَّسوا، ولا تحاسدوا، ولا تباغضوا، ولا تدابروا، وكونوا عباد الله إخوانًا».[12]
قال السعدي: (فعلى المؤمنين أن يكونوا متحابِّين، متصافِّين غير متباغضين ولا متعادين، يسعون جميعهم لمصالحهم الكليَّة التي بها قوام دينهم ودنياهم، لا يتكبَّر شريف على وضيع، ولا يحتقر أحدٌ منهم أحدًا).[13]
3. عن عبد الله بن عمرو بن العاص  عن رسول الله ﷺ أنَّه قال: «إذا فُتِحَت عليكم فارس والروم، أيُّ قوم أنتم؟ قال عبد الرحمن بن عوف: نقول كما أمرنا الله. قال رسول الله ﷺ: أو غير ذلك، تتنافسون، ثمَّ تتحاسدون، ثمَّ تتدابرون، ثمَّ تتباغضون، أو نحو ذلك، ثمَّ تنطلقون في مساكين المهاجرين، فتجعلون بعضهم على رقاب بعض».[14]
4. وعن أبي هريرة، عن النَّبيِّ ﷺ، قال: عن البَطَرُ، والتَّكاثر والتشاحن في الدُّنيا، والتَّباغض، والتَّحاسد حتى يكون البغي ثمَّ الهرج: «سيصيب أمَّتي داء الأمم، قالوا: يا نبيَّ الله، وما داء الأمم؟ قال: الأشَرُ وبطر».[15]
قال المناوي شارحًا هذا الحديث: (... ((الأَشَر)). أي: كُفر النِّعمة. ((والبَطَر)): الطُّغيان عند النِّعمة، وشدَّة المرَح والفرح، وطول الغنى. ((والتَّكاثر)). مع جمع المال. ((والتَّشاحن)). أي: التَّعادي والتَّحاقد. ((في الدُّنيا والتَّباغض والتَّحاسد)). أي: تمنِّي زوال نعمة الغير. ((حتى يكون البغي)). أي: مجاوزة الحدِّ، وهو تحذيرٌ شديدٌ مِن التَّنافس في الدُّنيا؛ لأنَّها أساس الآفات، ورأس الخطيئات، وأصل الفتن، وعنه تنشأ الشُّرور).[16]

### في أقوال العلماء والحكماء والسلف
- عن أبي هريرة  قال: (أَحْبِب حبيبك هونًا ما، عسى أن يكون بغيضك يومًا ما، وأبغض بغيضك هونًا ما، عسى أن يكون حبيبك يومًا ما).
- وقال ابن القيِّم: (البُغْض والكَرَاهَة أصل كلِّ ترك ومبدؤه).
- وقال أبو حاتم: (الواجب على النَّاس كافةً: مجانبة الإفكار في السَّبب الذي يؤدِّي إلى البَغْضَاء والمشاحنة بين النَّاس، والسَّعي فيما يفرِّق جمعهم، ويُشتِّت شملهم).
- وقال الغزَّالي: (اعلم أنَّ الأُلفة ثمرة حسن الخلق، والتَّفرُّق ثمرة سوء الخُلُق، فحُسْن الخُلُق يُوجِب التَّحابَّ والتَّآلف والتَّوافق. وسوء الخُلُق يثمر التَّباغض والتَّحاسد والتَّدابر، ومهما كان المثْمِر محمودًا كانت الثَّمرة محمودة).

### أنواع وأقسام الكراهية
تنقسم الكراهية والبغضاء إلى قسمين:
- الأوَّل: مذموم. منهيٌّ عنه.
- الثَّاني: محمود، مأمورٌ به، مُثابٌ صاحبه، ومِن صوره:

1. بُغْضُ وكَرَاهِية الظلم، والباطل:
فإنَّ حُبَّ الحقِّ وبُغْضَ وكَرَاهِيةَ الباطل فضيلةٌ خُلقيَّة، فعن عائشة: ((أنَّها أخبرته أنَّها اشترت نمرقة فيها تصاوير، فلمَّا رآها رسول الله ﷺ قام على الباب، فلم يدخل، فعرفت في وجهه الكَراهِية، فقالت: يا رسول الله، أتوب إلى الله؛ ماذا أذنبت؟ فقال رسول الله ﷺ: ما بال هذه النمرقة؟ قالت: اشتريتها لتقعد عليها وتَوَسَّدَها. فقال رسول الله ﷺ: إنَّ أصحاب هذه الصُّور يوم القيامة يعذَّبون، يقال لهم: أَحْيُوا ما خلقتم. وقال ﷺ: إنَّ البيت الذي فيه الصُّور لا تدخله الملائكة)).[12]
2. بُغْضُ وكَرَاهِية أعداء الله والمجرمين:
قال تعالى: ﴿قَدْ كَانَتْ لَكُمْ أُسْوَةٌ حَسَنَةٌ فِي إِبْرَاهِيمَ وَالَّذِينَ مَعَهُ إِذْ قَالُوا لِقَوْمِهِمْ إِنَّا بُرَآءُ مِنْكُمْ وَمِمَّا تَعْبُدُونَ مِنْ دُونِ اللَّهِ كَفَرْنَا بِكُمْ وَبَدَا بَيْنَنَا وَبَيْنَكُمُ الْعَدَاوَةُ وَالْبَغْضَاءُ أَبَدًا حَتَّى تُؤْمِنُوا بِاللَّهِ وَحْدَهُ﴾ [الممتحنة:4].

### مسببات الكراهية والتباغض
- الغيرة المفرطة: قال ابن القيم: (إنَّ الغيرة تتضمَّن البُغْض والكَرَاهَة).[21]
- الخيانة والغدر ونقض العهد.
- الكبر.
- العدوان.
- الحسد: كما قال الشاعر: ليس للحاسد إلَّا ما حسدوله البَغْضَاء مِن كلِّ أحدوأرى الوحدة خيرًا للفتىمِن جليس السُّوء فانهض إن قعد[22]
- كثرة اللوم والعتاب: وقد قالوا قديمًا: (كثرة العتاب توجب البَغْضاء).[23]
- الأنانية.
- كثرة الجدال والمراء.
- الجور وعدم العدل.
- الكذب والغش والخداع.
- القسوة، والغلظة والفظاظة: قال تعالى: ﴿وَلَوْ كُنْتَ فَظًّا غَلِيظَ الْقَلْبِ لَانْفَضُّوا مِنْ حَوْلِكَ﴾ [آل عمران:159].
- النميمة والغيبة: قال بعض الحكماء: (النَّمِيمَة تهدي القلوب إلى البَغْضَاء، ومَن واجهك فقد شتمك، ومَن نقل إليك فقد نقل عنك، والسَّاعي بالنَّمِيمَة كاذبٌ لمن يسعى إليه، وخائن لمن يسعى به).[24]